# ㅄ
ㅄは、ハングルを構成する複合終声字母のひとつ。字母ㅂとㅅを組み合わせて終声に用いたもの。名称はビウプシオッ（비읍시옷）。/ㅂ/系の終声。
語末や子音の前では終声の/ㅂ/で発音され、次の音節が母音で始まる場合は、その音節の初声に/ㅆ/が現れる（終声の表記としてはㅄなので、母音が続いた場合、初声に/ㅅ/が現れてそれが濃音化により実質/ㅆ/となると便宜的に説明されることもある）。
- 값 → [갑]
- 값 + 과 → [갑꽈]
- 값 + 이 → [갑씨]
- 없다 → [업따]
- 없 + 어 → [업써]

## 初声としてのㅄ
古くはㅂ系合用並書の字母の一つとして初声でㅄが用いられた。中期朝鮮語では複合子音[ps]、近代朝鮮語ではㅅの濃音（現在のㅆに相当）を表していたとされる。現在ではㅄは初声としては用いられない。
| 名称                        | 種類   | コード | HTML実体参照コード | 表示 |
| HANGUL LETTER BIEUP-SIOS    | 単体   | U+3144 | &#12612;           | ㅄ   |
| HANGUL CHOSEONG BIEUP-SIOS  | 初声用 | U+1121 | &#4385;            | ᄡ   |
| HANGUL JONGSEONG BIEUP-SIOS | 終声用 | U+11B9 | &#4537;            | ᆹ     |

| 音価 | 終声字                     | 複合終声字           | 複合終声字 |
| 音価 | 終声字                     | 前                   | 後         |
| ---- | -------------------------- | -------------------- | ---------- |
| ㄱ   | ㄱ, ㅋ, ㄲ                 | ㄳ                   | ㄺ         |
| ㄷ   | ㄷ, ㅅ, ㅆ, ㅈ, ㅊ, ㅌ, ㅎ |                      |            |
| ㅂ   | ㅂ, ㅍ                     | ㅄ                   | (ㄼ), ㄿ   |
| ㄹ   | ㄹ                         | ㄼ, ㄽ, ㄾ, ㅀ, (ㄺ) |            |
| ㄴ   | ㄴ                         | ㄵ, ㄶ               |            |
| ㅁ   | ㅁ                         |                      | ㄻ         |
| ㅇ   | ㅇ                         |                      |            |